# Heinrich Biber
Heinrich Ignaz Franz von Biber (Wartenberg, ara Stráž pod Ralskem, República Txeca, 12 d'agost de 1644 - Salzburg, Arxiducat d'Àustria, 3 de maig de 1704) fou un compositor i violinista austríac. Fou mestre de capella de Salzburg des del 1684 i fins a la seva mort.
Fou mestre de capella i escuder encarregat de partir les viandes que se servien a la taula del prelat (feina equivalent al modern maître d'hôtel). Els prínceps de Ducat de Baviera i l'emperador Leopold I del Sacre Imperi Romanogermànic li atorgaren protecció, omplint-lo de regals i concedint-li per fi l'executòria de noblesa.
En aquella època estava de moda a Alemanya i Anglaterra executar composicions per a violí a dues i tres cordes, genere en el que Biber era molt hàbil, no tan sols com a concertista, sinó també com a compositor, com en donen fe algunes de les seves peces escrites per a dos violins i viola a quatre i cinc parts. Amb l'objecte de facilitar l'execució d'aquesta mena de passatges, afinava el violí per a quartes, o bé per a una sexta, una quinta i una tercera.
Deixà nombroses composicions, entre les quals destaquen: Fidicinium sacro-profanum, 12 sonates per a violí, amb baix continu, (Salzburg, 1681), sis sonates, per a violí, amb baix continu, (Salzburg, 1681), Harmonica artificioso in septem partes vel partitas distributa, (Nuremberg), Sonatae duae tam aris quam aulis servientis partit. 9, (Salzburg, 1687), Vesperae longiores ac Breviores una cum litaniis Lauretanis a quatour vocibus, duobus violin et duabus violis in oncerto: Additis quatour vocibus in capella atque tribus trombonis ex ripiens desumendis ad libitum, (Salzburg, 1693). Se li atribueixen les obres Missa Bruxelensis i la magnífica Missa Salisburgensis, considerada l'obra sacra més extensa del període barroc.

## Discografia
- Missa Salisburgensis a 53 Voci, Escolania de Montserrat, Tölzer Knabenchor, Collegium Aureum, Ireneu Segarra, Harmonia Mundi, 1974
- Requiem à 15 Vesperae à 32, Els Bongers, Anne Grimm, Kai Wessel, Peter de Groot, Marcel Reyans, Simon Davies, René Steur, Kees-Jan de Koning, Amsterdam Baroque Orchestra & Choir, Ton Koopman OCLC 31626490
- Missa Bruxellensis – Jordi Savall, Le Concert des Nations, La Capella Reial de Catalunya – Alia Vox 9808
- Requiem / Battalia – Jordi Savall, La Capella Reial de Catalunya, Le Concert des Nations – Alia Vox 9825
- Biber: Passacaglia for Solo Viola, Arranged by Marco Misciagna (Live) - MM08 - Marco Misciagna, viola